# Pelagocephalus marki
Pelagocephalus marki és una espècie de peix de la família dels tetraodòntids i de l'ordre dels tetraodontiformes.

## Morfologia
- Els mascles poden assolir 12 cm de longitud total.[4]

## Hàbitat
És un peix marí, de clima temperat i demersal.

## Distribució geogràfica
Es troba a Sud-àfrica (des de Port Alfred fins a Knysna) i Nova Zelanda.

## Observacions
És inofensiu per als humans.